# Ray Reed
Raymond William Reed (Gweru, 30 de abril de 1932 - Nottingham Road, 8 de maio de 1970) foi um automobilista rodesiano.

## Carreira
Sua única experiência na Fórmula 1 foi em 1965, quando se inscreveu para o GP da África do Sul com a equipe Realpha, fundada por ele - um ano antes, participara do Rand Grand Prix, uma etapa extra-campeonato pelo time, que usou a denominação "Ray's Engineering". Reed, um dos 4 sul-rodesianos que se inscreveram para o Grande Prêmio, juntamente com John Love, Clive Puzey e Sam Tingle, não conseguiu largar. Por este motivo, não figurou na classificação final do campeonato.

## Morte
Reed morreu num acidente aéreo em Nottingham Road, na África do Sul, 8 dias depois de ter completado 38 anos. Ele pilotava em condições meteorológicas desfavoráveis, além de não possuir autorização ou qualificação para voar.
Além dele, os 3 filhos do piloto também faleceram no acidente.